# Santa Lucía (Nicaragua)
Santa Lucía es un municipio del departamento de Boaco en la República de Nicaragua. La cabecera municipal dista 94 kilómetros de la capital de Managua.

## Geografía
Limita al norte con el municipio de San José de Los Remates, al sur y oeste con el municipio de Teustepe y al este con el municipio de Boaco.
El territorio está ubicado en las estribaciones de la cordillera de Amerrisque, en descenso hacia las costas del lago Cocibolca, se considera en su casi total extensión territorial como terreno quebrado, pero con extensiones de tierras muy fértil. 
Su sistema montañoso más importante alcanza entre los 915 a 1067 m s. n. m., está constituido por las imponentes y rocosas elevaciones de Los Talnites, El Viejo y el de Santo Domingo que remata con un altivo monolito que se admira desde grandes distancias de la región del Pacífico. 
El municipio carece de ríos de importancia, los ríos que atraviesan su territorio irrigando sus valles y quebradas, son en el orden de importancia: el río Malacatoya, río Fonseca, río Buche, río La Chingastosa, río Sarco y río Conganchigual.

## Historia
Fue fundado el 16 de agosto de 1904; tomando como referencia la historia de la región, sus antepasados y su cultura; se evidencia con los restos arqueológicos encontrados a lo largo de su territorio y algunas excavaciones encontradas como la cueva de Cocinera, donde según los pobladores fue un lugar de refugio de los indígenas que existieron en este territorio.

## Demografía
Santa Lucía tiene una población actual de 9,149 habitantes. De la población total, el 50.3% son hombres y el 49.7% son mujeres. Casi el 27.8% de la población vive en la zona urbana.

## Naturaleza y clima
El municipio presenta tres tipos de clima tropical, en las partes bajas, semi húmedo y húmedo en las estribaciones de sus serranías. La temperatura anual promedio oscila entre los 25 y 26 °C, la precipitación pluvial anual es de 1000 a 1600 mm.
El municipio ofrece en sus inmediaciones al turismo, para que conozcan el lugar donde se encuentra la llamada "Famosa Cueva de la Cocinera", formada por dos habitaciones en forma de bóveda construida con similar arquitectura y simetría, separadas por un ventanal labrado en roca viva, con anchura suficiente para el paso de una persona de estatura normal. Esta cueva no tiene características de santuario indígena ni ofrece jeroglíficos de ninguna especie ni decoraciones de relieve, parece ser una cueva de formación natural, los pobladores afirman que fue labrada por aborígenes como un lugar de refugio.
Entre las especies de plantas existentes en el municipio se encuentran: el laurel, madroño, quebracho, guanacaste, guapinol, cedro, guásimo, ceibo, pochote y gran variedad de plantas frutales, ornamentales y medicinales.

## Localidades
Existen un total de 16 comarcas: El Llanito, La Concepción, Los Rivas, El Vijagual, Los Álvarez, La Leona, El Abra, Chisco Lapa, El Ventarrón, Las Mercedes, Boaquito, El Orégano, Cerro Grande, El Riego, Los Garcías y Santo Domingo.

## Economía
La actividad económica principal de Santa Lucía es la agricultura, destacándose el cultivo de granos básicos y hortalizas, esta actividad es realizada básicamente por pequeños productores. El cultivo del café se encuentra en proceso de desarrollo, según los estudios hechos, la zona reúne las condiciones climáticas y topográficas para este cultivo que se ha venido impulsando en los últimos años.